# Walter Lerche (Bildhauer)
Walter Lerche (* 26. August 1905 in Friedrichshagen; † 9. Dezember 1990) war ein deutscher Bildhauer.

## Leben und Werk
Lerche absolvierte eine Lehrausbildung zum Elfenbeinschnitzer, Holz- und Steinbildhauer und besuchte dazu über acht Jahre in Berlin die Kunstgewerbe- und Handwerkerschule. Er arbeitete dann in Friedrichshagen selbständig als Bildhauer und war wohl seit Ende der 1920er Jahre auf Ausstellungen vertreten. 1929 erhielt er für eine Sportplakette zur 7. Berliner Turn- und Sportwoche einen 1. Preis.
Das Berliner Adressbuch verzeichnet ihn erstmals 1935. Um 1937 erwarb er in Friedrichshagen das Grundstück Am Goldmannpark 76, wo er seitdem lebte und arbeitete.
Lerche war in der Zeit des Nationalsozialismus Mitglied der Reichskammer der bildenden Künste und ab 1941 des Vereins Berliner Künstler. Er orientierte sich stilistisch sichtlich an Arno Breker, z. B. bei der Statue Die Künderin. Die Stadt Berlin erwarb in dieser Zeit mehrere Plastiken Lerches für den öffentlichen Raum.
Von 1940 bis 1945 nahm Lerche als Soldat der Wehrmacht am Zweiten Weltkrieg teil.
Nach der Entlassung aus der Kriegsgefangenschaft arbeitete Lerche wieder in Friedrichshagen als freischaffender Bildhauer. Er stand bis mindestens in die späten 1960er Jahre weiter in Kontakt zum Verein Berliner Künstler in Westberlin.
Vor allem in Ostberlin wurde eine bedeutende Zahl von Plastiken Lerches im öffentlichen Raum aufgestellt. Lerche war der Bildhauer, der mit den weitaus meisten Werken im Tierpark Friedrichsfelde vertreten ist.
Lerche wurde offenbar nicht in den Verband Bildender Künstler der DDR aufgenommen, und in Eisolds Lexikon Künstler in der DDR ist Lerche nicht enthalten.

## Fotografische Darstellung Lerches
- Albert Weinsheimer (1894–1977): Walter Lerche mit der Statue Künderin (um 1935)[3]

## Werke (Auswahl)

### Werke im öffentlichen Raum

#### In Berlin
- Diskuswerfer (1936, Bronze, Höhe 2,40 cm; damals am Kissingensportplatz Berlin-Pankow)

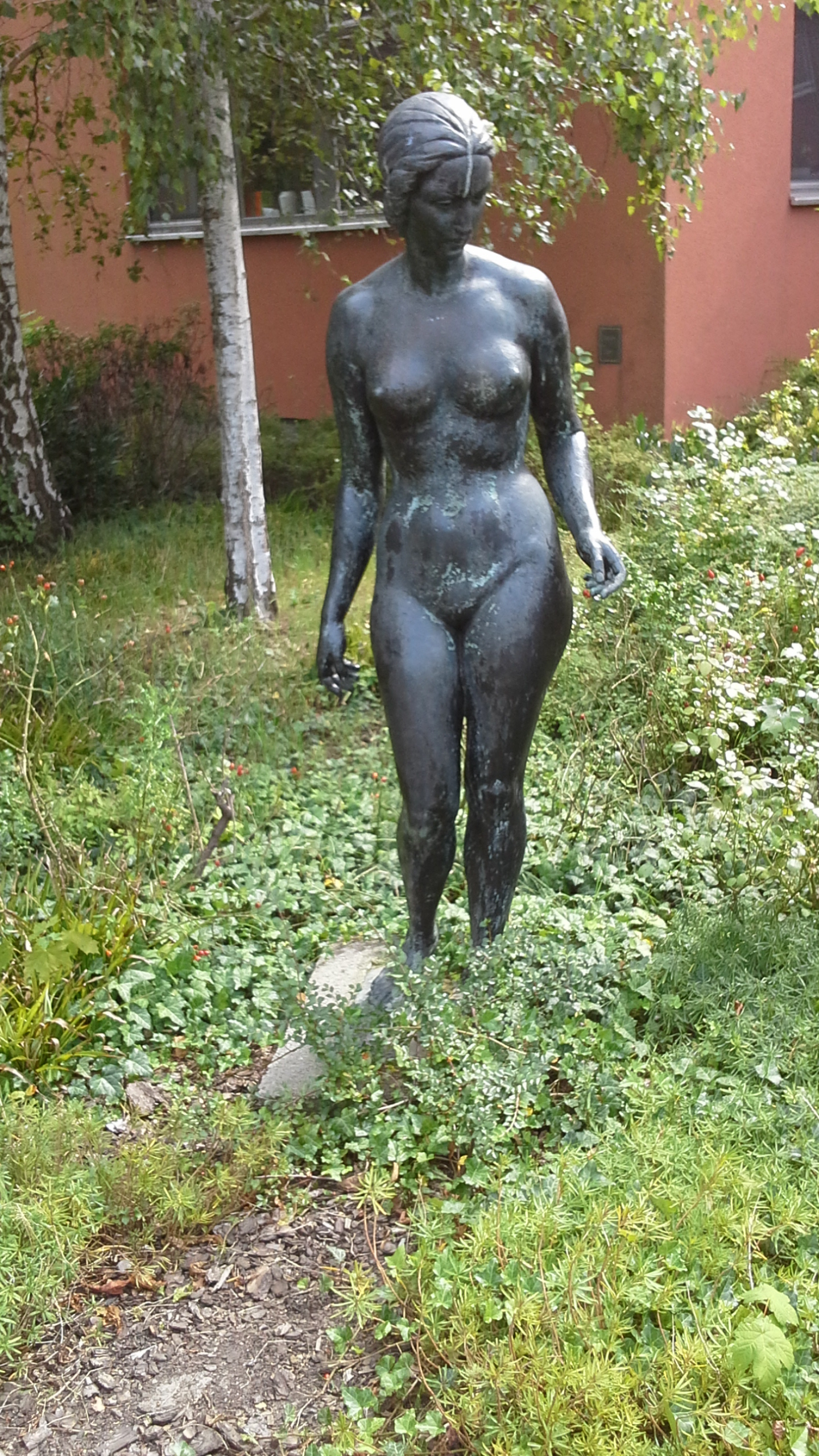
Walter Lerche: Statue im Gelände des Vivantes-Klinikum Friedrichshain

- Walter Lerche: Statue im Gelände des Vivantes-Klinikum FriedrichshainWeiblicher Akt (um 1938, Bronze; Gelände des Vivantes-Klinikum im Friedrichshain)
- Am Wasser (weibliche Statue; 1938 von der Stadt Berlin angekauft; damals Berlin-Friedrichshagen, Müggelpark)
- Lauschende (weibliche Statue; 1938 von der Stadt Berlin angekauft; damals Berlin-Köpenick, Amtswäldchen)
- Schreitende (weibliche Statue; 1938 von der Stadt Berlin angekauft; damals Berlin-Steglitz, Rosengarten im Stadtpark Steglitz)
- Am See (nach 1945, Statue, Bronze, Höhe 2 m; Berlin-Schöneweide)
- Stehende (nach 1945, Statue, Bronze, Höhe 2 m; Berlin-Schöneweide)[4]
- Weiblicher Akt (1965, Bronze; Berlin-Köpenick, Grünanlage Möllhausenufer, Ecke Wendenschloßstraße)[5]
- Kinder mit Schildkröte (1972, Bronze, überlebensgroß; Schlosspark Köpenick)

#### In anderen Orten
- Stehende (nach 1945, Stein, Höhe 2 m; Woltersdorf)
- Stehender (nach 1945, Stein, Höhe 2 m; Woltersdorf)
- Eselsreiter (nach 1945, Bronze; Halberstadt)

### Weitere plastische Werke
- Der Schmied (Bronze; am 25. Oktober 1933 aus Privatbesitz auf einer Auktion der Galerie Commeter, Hamburg)
- Beschauende (Statuette, Bronze; 1940 auf der Großen Deutschen Kunstausstellung)[6]
- Sinnende (Statuette, Bronze; 1941 auf der Großen Deutschen Kunstausstellung)[7]
- Gerhart Hauptmann (nach 1945, doppelt lebensgroße Porträtbüste, Stein; Gerhart-Hauptmann-Museum Erkner)
- Siegerpaar (1952, Gips, getönt)[8][9]
- Mein Vater (um 1962, Porträtbüste, Bronze)

## Sicher belegte Teilnahme an Ausstellungen in der Zeit des Nationalsozialismus
- 1939: Berlin (Gastausstellung im Verein Berliner Künstler)
- 1940: Berlin, Gästehaus der Reichsfrauenführung („Werke im Feld stehender Berliner Künstler“)
- 1940 und 1941: München, Große Deutsche Kunstausstellung